# Джулиан, Дэвид
Дэвид Джулиан (англ. David Julyan; род. 1967, Челтнем) — британский музыкант и кинокомпозитор.

## Биография
Джулиан написал музыку к нескольким фильмам Кристофера Нолана, включая «Помни», «Бессонница» и «Престиж», а сотрудничество их началось с короткометражки «Larceny». Он написал музыку к фильму ужасов «Спуск» и английскому фильму «Вне закона». Джулиана приглашали войти в состав дискуссионных групп по обсуждению музыки кино на различных кинофестивалях, включая BMI Music и Film Panel в 2004 и 2006 гг. в Сандэнсе и в «Как начать писать музыку кино» Гентского международного кинофестиваля в 2002 году. Интервью с ним было включено в книгу «Moving Music».

## Фильмография
- Жук-скакун / Doodlebug (1997, короткометражка)
- Преследование / Following (1998, фильм) Бюджет музыки к фильму стоил около 8 долларов
- Помни / Memento (2000, фильм)
- Бессонница / Insomnia (2002, фильм)
- А в душе я танцую / Inside I'm Dancing (2004, фильм) Среди работ Джулиана музыка этого фильма не включает синтезаторы.[4]
- Подземелье драконов 2: Источник могущества / Dungeons & Dragons: Wrath of the Dragon God (2005, телефильм)
- Спуск / The Descent (2006, фильм) Музыка включает 70-ю часть оркестра и 16-ю часть женского хора.[4]
- Престиж / The Prestige (2006, фильм)
- Райское озеро / Eden Lake (2008, фильм)
- Спуск 2 / The Descent Part 2 (2010, фильм)
- Бессердечный / Heartless (2010, фильм)
- Хижина в лесу / The Cabin in the Woods (2012, фильм)
- Затаившись / Hidden (2015, фильм)
- Заклятье. Наши дни / The Crucifixion (2017, фильм)